# Dienis Dawydow (ur. 1995)
Dienis Aleksiejewicz Dawydow (ros. Денис Алексеевич Давыдов, ur. 22 marca 1995 w Moskwie) – rosyjski piłkarz grający na pozycji napastnika. Od 2018 roku jest piłkarzem klubu Spartaks Jurmała, do którego jest wypożyczony ze Spartaka Moskwa.

## Kariera klubowa
Swoją karierę piłkarską Dawydow rozpoczął w klubie FK Moskwa. W 2001 roku rozpoczął treningi w juniorach tego klubu. W 2010 roku odszedł do Spartaka Moskwa. W 2013 roku został członkiem zespołu rezerw Spartaka, a jeszcze w sezonie 2013/2014 awansował także do pierwszego zespołu. 28 września 2013 zadebiutował w Priemjer-Lidze w przegranym 2:4 wyjazdowym meczu z Zenitem Petersburg. W 88. minucie tego meczu zmienił Jurę Mowsisjana.
W 2016 roku Dawydow został wypożyczony do FK Mladá Boleslav, a w 2018 do Spartaksa Jurmała.
| Sezon   | Klub              | Kraj   | Rozgrywki       | Mecze | Bramki |
| ------- | ----------------- | ------ | --------------- | ----- | ------ |
| 2013/14 | Spartak Moskwa    | Rosja  | Priemjer-Liga   | 2     | 0      |
| 2013/14 | Spartak-2 Moskwa  | Rosja  | Wtoroj diwizion | 21    | 8      |
| 2014/15 | Spartak Moskwa    | Rosja  | Priemjer-Liga   | 19    | 0      |
| 2014/15 | Spartak-2 Moskwa  | Rosja  | Wtoroj diwizion | 8     | 6      |
| 2015/16 | Spartak Moskwa    | Rosja  | Priemjer-Liga   | 8     | 1      |
| 2015/16 | Spartak-2 Moskwa  | Rosja  | Wtoroj diwizion | 9     | 3      |
| 2015/16 | FK Mladá Boleslav | Czechy | I liga          | 0     | 0      |
| 2016/17 | Spartak Moskwa    | Rosja  | Priemjer-Liga   | 4     | 0      |
| 2016/17 | Spartak-2 Moskwa  | Rosja  | Wtoroj diwizion | 29    | 13     |
| 2017/18 | Spartak-2 Moskwa  | Rosja  | Wtoroj diwizion | 21    | 2      |
| 2016/17 | Spartaks Jurmała  | Łotwa  | Virslīga        | 12    | 2      |

## Kariera reprezentacyjna
Dawydow grał w młodzieżowych reprezentacjach Rosji. W dorosłej reprezentacji Rosji zadebiutował 31 marca 2015 roku w zremisowanym 0:0 towarzyskim meczu z Kazachstanem, rozegranym w Chimki. W 63. minucie tego meczu zmienił Dmitrija Torbinskiego.